# Walter Wahlstedt
Walter Wahlstedt, auch Walther Wahlstedt (* 1. Juli 1898 in Hamburg; † 17. März 1967 ebenda), war ein deutscher Maler, Grafiker und Bildhauer.

## Leben
Wahlstedt studierte an der Kunstgewerbeschule Hamburg. Früh lernte er den Expressionisten Max Olderock kennen, mit dem ihn bald eine enge Freundschaft verband, die sein Schaffen beeinflusste. Ab Anfang der 1920er Jahre malte Wahlstedt gegenstandslos und fertigte konstruktiv-kubistische Linolschnitte. Daneben entstanden aber auch Stadtansichten und Porträts.

## Ausstellungen
- 1922: Kunsthalle Hamburg
- 1960: Galerie Helmut von der Höh, Hamburg
- 1961: Zwischen 1910 und 1961 – Walther Wahlstedt. Kunsthalle Hamburg
- 1994: Von Gabriele Münter bis Georg Baselitz: die Geschichte des Linolschnitts: Beispiele aus der Sammlung der Städtischen Galerie Bietigheim-Bissingen. Städtische Galerie Bietigheim-Bissingen.
- 2009: Begegnung Bauhaus: Kurt Schmidt und Künstler der Avantgarde, von Kandinsky bis Vasarely. Kunstsammlung Gera.